# Mai Mihara
Mai Mihara (Japans: 三原 舞依, Mihara Mai; Kobe, 22 augustus 1999) is een Japans kunstschaatsster. Bij haar debuut op de viercontinentenkampioenschappen won ze in februari 2017 meteen de gouden medaille bij de vrouwen.

## Biografie
Mihara begon in 2007 met kunstschaatsen, nadat ze haar latere idool Mao Asada in 2005 op televisie in actie had gezien. Tot haar seniorendebuut in augustus 2015 had ze nauwelijks kunstschaatswedstrijden weten te winnen. Hierna veranderde dit. Zo won ze in 2015 de Asian Trophy en een jaar later de Nebelhorn Trophy. Ook veroverde ze in 2016 de bronzen medaille bij Skate America en werd ze vierde bij de Cup of China. Haar belangrijkste overwinning was de gouden medaille die ze in februari 2017 bemachtigde tijdens haar debuut op de viercontinentenkampioenschappen. In maart 2017 werd ze vijfde bij de wereldkampioenschappen.
Na de Junior Grand Prix-finale in december 2015 oordeelde een arts dat Mihara leed aan jeugdreuma.

## Belangrijke resultaten
| Kampioenschap                | 12/13 | 13/14  | 14/15 | 15/16 | 16/17         | 17/18         | 18/19         |
| ---------------------------- | ----- | ------ | ----- | ----- | ------------- | ------------- | ------------- |
| Wereldkampioenschap          |       |        |       |       | 5e            |               |               |
| Viercontinentenkampioenschap |       |        |       |       | Goud          | Zilver        | Brons         |
| Nationaal kampioenschap      |       | 12e    | 9e    |       | Brons         | 5e            | 4e            |
| Junior Grand Prix-finale     |       |        |       | 6e    | geen deelname | geen deelname | geen deelname |
| NK junioren                  | 8e    | Zilver | 7e    | 8e    | geen deelname | geen deelname | geen deelname |